# V.A.N
"V.A.N" (acrônimo para "Violence Against Nature")é uma canção da banda Bad Omens e da cantora e compositora Poppy. Foi lançada através da Sumerian Records em 25 de janeiro de 2024 como o primeiro single do próximo álbum de reedição da banda, Concrete Forever.

## Antecedentes e lançamento

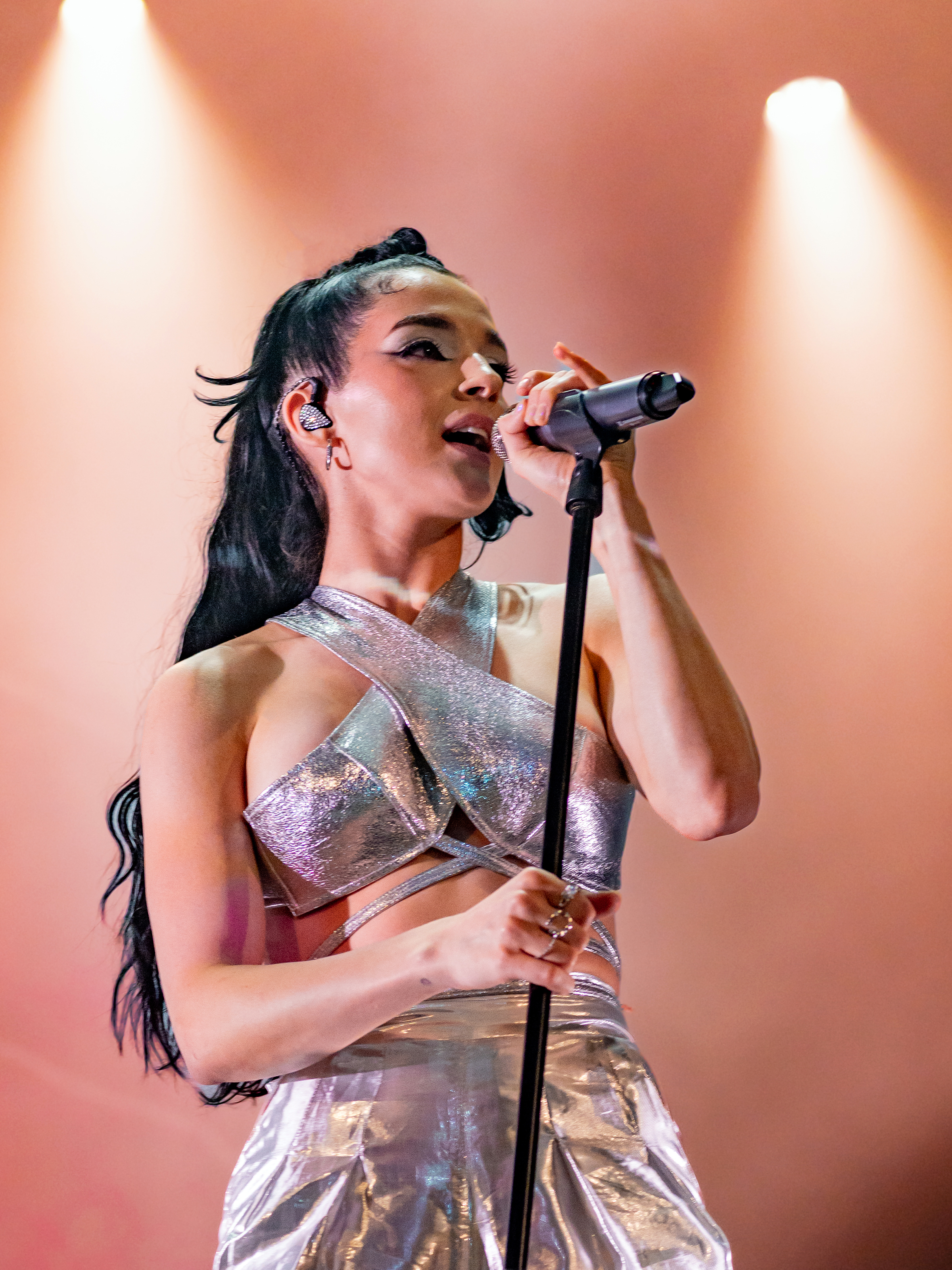
Os vocais de "V.A.N" foram interpretados inteiramente por Poppy.

Em setembro de 2023, Poppy anunciou que apoiaria o Bad Omens em toda a Europa na turnê Concrete Forever, pouco antes de sua própria turnê Zig em divulgação ao seu quinto álbum Zig (2023). Em janeiro de 2024, Bad Omens e seus membros excluíram todas as suas postagens no Instagram e começaram a postar teasers em vídeos com Poppy.
A música estreou na estação de rádio Octane, da SiriusXM, horas antes de seu lançamento oficial. Bad Omens e Poppy estrearam a música ao vivo em um show em Berlim em 27 de janeiro de 2024, dois dias depois do lançamento.

## Composição e temas
"V.A.N" é uma faixa de metal industrial que apresenta apenas os vocais principais de Poppy. A música, com tema de ficção científica, inclui inspiração na história em quadrinhos de Bad Omens, chamada Concrete Jungle. Conta a história de uma entidade de inteligência artificial que destruiria a humanidade.
A canção foi escrita e produzida pelo frontman Noah Sebastian, que elaborou:

"Essa é uma música que começou apenas com o refrão ‘Violence against nature’ (português: Violência contra a natureza) e após salvar o projeto com esta sigla e observá-lo, percebemos que poderia ser divertido pensar em ‘V.A.N’ como nome. Assim começou o rabbit hole de ideias, que nos levou a decidir escrever a letra a partir da perspectiva de uma inteligência artificial que se tornou desonesta."
O videoclipe de "V.A.N" foi lançado juntamente com a canção e foi dirigido por Garrett Nicholson e Poppy. Os visuais foram inspirados no videogame Portal, no filme Ex Machina e na série de TV Stranger Things.

## Ficha técnica
- Poppy – vocais
- Noah Sebastian – produção e composição
- Joakim "Jolly" Karlsson – guitarra solo
- Nicholas Ruffilo – guitarra rítmica
- Nick Folio – bateria

## Paradas
| Parada (2024)                                           | Posição de pico |
| ------------------------------------------------------- | --------------- |
| UK Singles Downloads (OCC)                              | 81              |
| UK Singles Sales (OCC)                                  | 88              |
| UK Rock & Metal (OCC)                                   | 25              |
| Estados Unidos (Billboard Hot Rock & Alternative Songs) | 39              |